# Empfängnisverhütung
Als Empfängnisverhütung, Kontrazeption, Antikonzeption oder Konzeptionsschutz werden Methoden bezeichnet, die die Wahrscheinlichkeit einer Empfängnis und Schwangerschaft infolge von Vaginalverkehr verringern. Die Empfängnisverhütung ist ein wesentlicher Bestandteil der Familienplanung. Besonders verbreitet sind heute die Antibabypille und das Kondom.
Schon im Altertum wurde von Geschlechtspartnern ohne Kinderwunsch auf vielfältige Weise versucht, die Chance einer Empfängnis zu mindern, aber erst seit dem 20. Jahrhundert stehen sicherere und verlässlichere Methoden zur Verfügung.

## Methoden
Empfängnisverhütung beruht auf einer der folgenden Methoden oder einer Kombination hieraus:
- Verhinderung des Eisprungs, also der Entstehung einer befruchtungsfähigen Eizelle (Ovulationshemmung)
- Verhinderung des Zusammentreffens der weiblichen Eizelle mit fruchtbaren Spermien
- Verhinderung der Einnistung einer befruchteten Eizelle (Blastozyste) in die Gebärmutterschleimhaut (Nidationshemmung)

Der Eisprung kann derzeit nur durch hormonelle Methoden verhindert werden, die Nidation durch Intrauterinpessare (Spirale, Gynefix). Die meisten Methoden verhindern das Zusammentreffen von Eizelle und Spermien auf unterschiedlichste Weise.

### Pearl-Index
Zur Beurteilung der Sicherheit der verschiedenen Methoden dient der Pearl-Index. Er gibt an, wie viele von 100 Frauen im statistischen Mittel schwanger werden, wenn sie über ein Jahr hinweg mit der angegebenen Methode verhüten und regelmäßig Geschlechtsverkehr vollziehen. Je niedriger der Pearl-Index ist, desto sicherer ist die Methode.
Bei regelmäßigem Geschlechtsverkehr ohne jegliche Form der Empfängnisverhütung beträgt der Pearl-Index altersabhängig etwa 92 bei 19–26-jährigen Frauen, 86–87 für Frauen zwischen 27 und 34 Jahren und 82 für Frauen zwischen 35 und 39 Jahren. Ab einem Alter von 50 Jahren setzt die Fruchtbarkeit mit der Menopause aus.

### Methodensicherheit und Anwendungssicherheit
Die Sicherheit der meisten Methoden hängt ganz entscheidend von der richtigen Anwendung ab. Ursache des Versagens von Verhütungsmethoden sind meist Anwendungsfehler. Daher sind Methodensicherheit, also das Versagen trotz optimaler Anwendung, und Anwendungssicherheit, also die praxisnahe Berücksichtigung von Anwendungsfehlern, bei den meisten Methoden deutlich verschieden.

### Natürliche Methoden
Bei den sogenannten natürlichen Methoden der Empfängnisregelung, auch natürliche Familienplanung oder natürliche Empfängnisregelung genannt, werden die fruchtbaren Tage im Menstruationszyklus der Frau bestimmt, um während der unfruchtbaren Tage Geschlechtsverkehr ohne weitere Maßnahmen ausüben zu können. Bei der Bestimmung der fruchtbaren Tage muss die Lebensdauer der Spermien in den Eileitern der Frau berücksichtigt werden. Während der fruchtbaren Tage wird entweder Enthaltsamkeit (Abstinenz) geübt oder es werden andere Verhütungsmethoden angewendet, deren Sicherheit dann separat zu betrachten ist.
Die natürlichen Methoden orientieren sich meist am Menstruationszyklus der Frau, da ein gesunder, zeugungsfähiger Mann prinzipiell immer fruchtbar ist, außer z. B. nach einer RISUG-Behandlung. Eine weitere Methode, bei der weder Hormone noch chemische oder mechanische Hindernisse eine Vereinigung von Eizelle und Spermium verhindern, die ein Mann aktiv ausüben kann, ist der Coitus interruptus, der jedoch in Bezug auf die Verhütung einer Empfängnis als extrem unsicher gilt. Hingegen kann im Rahmen sexueller Aktivitäten durch komplette Vermeidung von Vaginalverkehr und Ausübung anderer Praktiken wie Cunnilingus und Fellatio verhindert werden, dass Spermien in die Vagina gelangen.
Zur Verhütung bei Vaginalverkehr können die Hormonmessung, Temperaturmethode, Billings-Methode und die kombinierte symptothermale Methode durch Verhütungscomputer in der Anwendung und Interpretation der Ergebnisse unterstützt werden. Es gibt auch Programme und Online-Angebote, die eine Erfassung und automatische Auswertung der Messwerte auf Computern ermöglichen.
Eine zweite Schwangerschaft während einer bereits bestehenden Schwangerschaft – eine sogenannte Superfötation – ist beim Menschen höchst selten. Daher ist eine Verhütung in dieser Zeit prinzipiell nicht notwendig, sofern die Schwangerschaft normal verläuft und keine Infektionsgefahr durch sexuell übertragbare Krankheiten besteht. Probleme bereiten allenfalls der veränderte Hormonhaushalt der Frau sowie der wachsende Bauch.
| Methode                                                             | Beschreibung | Pearl-Index |
| ------------------------------------------------------------------- | --- | ----------- |
| Hormon-Messung                                                      | Messung der am Zyklus beteiligten Hormone mittels Teststreifen im morgendlichen Urin der Frau zur Bestimmung des Eisprungs | 5–6         |
| Temperaturmethode                                                   | Beobachtung der morgendlichen Basaltemperatur zwecks Bestimmung der Ovulation | 0,8–3       |
| Billings-Methode                                                    | Beobachtung der Beschaffenheit des Zervikalschleims zur Bestimmung des Ovulationszeitpunktes | 5–15        |
| Symptothermale Methode                                              | Kombinierte Auswertung von Temperatur und Schleim nach den Regeln der Arbeitsgruppe NFP | 0,26–2,2    |
| Kalendermethode nach Knaus-Ogino oder mittels Geburtenkontrollkette | Kalendermethode, die die typischerweise fruchtbaren Tage aus dem Zyklus abschätzt; wird in der Dritten Welt in Form der Geburtenkontrollkette verwendet | 5–9         |
| Coitus interruptus                                                  | Der Samenerguss des Mannes erfolgt außerhalb der Vagina. Die Unsicherheit der Methode hat zwei Gründe, erstens ein zu spätes Zurückziehen des Penis, zweitens kann auch bei frühzeitigem Zurückziehen schon durch das Präejakulat eine Schwangerschaft eintreten. | 4–18        |
| LAM (Stillinfertilität)                                             | Bei der Laktationsamenorrhö-Methode (LAM) während der Stillzeit (1 bis 6 Monate nach der Geburt) wirkt das Hormon Prolaktin als Ovulationshemmer | 2           |

### Mechanische Methoden
Die mechanischen Methoden beruhen darauf, dass das Eintreten von Spermien in die Gebärmutter verhindert wird und somit keine Spermien die befruchtungsfähige Eizelle erreichen.
| Methode                     | Beschreibung | Pearl-Index            |
| --------------------------- | --- | ---------------------- |
| Für den Mann:               | |                        |
| Kondom                      | Hülle, meist aus Latex, die über den erigierten Penis abgerollt wird                                                                                         | 2–12 7–14              |
| Für die Frau:               | |                        |
| Femidom                     | „Kondom für die Frau“ | 5–25                   |
| Diaphragma (Scheidenpessar) | Barriere im Scheidengewölbe; Schutz sehr erfahrungsabhängig, höhere Sicherheit in Kombination mit Spermiziden                                                | 1–20                   |
| Portiokappe                 | aus Latex oder Silikon, Verschluss des Gebärmutterhalses, höhere Sicherheit in Kombination mit Spermiziden                                                   | 6                      |
| Verhütungsschwamm           | kleiner Schwamm aus Polyurethanschaum, der mit einem Spermizid getränkt ist; wird vor dem Verkehr in die Scheide eingeführt und vor dem Muttermund platziert | 5–10                   |
| LEA contraceptivum          | Barriereverhütungsmittel, sicherer in Kombination mit Spermizid (Sicherheit wird durch Hersteller als wesentlich besser angegeben als durch FDA)             | 2–3 (Herst.) >15 (FDA) |

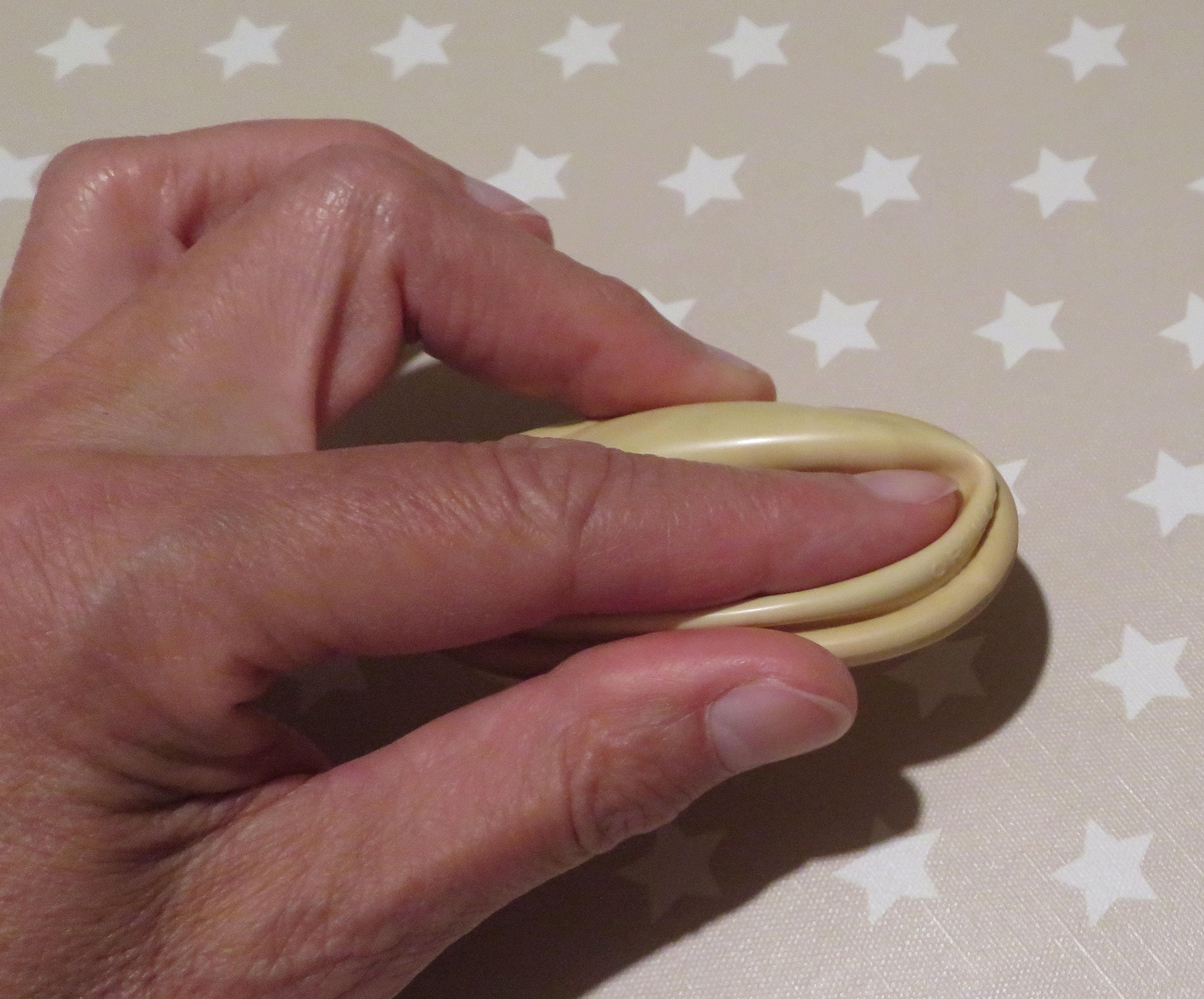
Diaphragma

Ein Scheidendiaphragma wird durch Zusammendrücken so geformt, dass die Frau es mit dem Zeigefinger ganz einführen kann. Die Vagina ist im Ruhezustand nur etwa so lang wie ein Finger, so dass es möglich ist, das Diaphragma über den äußeren Muttermund zu stülpen und es Stunden nach dem Intimverkehr selbst wieder herauszuziehen.
Kondom und Femidom sind derzeit die einzigen Verhütungsmittel, die auch vor sexuell übertragbaren Krankheiten wie zum Beispiel HIV-Infektionen (AIDS), Gonorrhoe oder Syphilis schützen und deshalb unabhängig von anderen Verhütungsmitteln zusätzlich verwendet werden sollten, wenn diesbezüglich ein Schutzbedürfnis besteht.

### Hormonelle Methoden
Für die hormonelle Kontrazeption bei der Frau werden Östrogene und Gestagene eingesetzt, und zwar jeweils die synthetischen Analoga der natürlichen Hormone, da diese in deutlich geringerer Dosis und mit weniger Nebenwirkungen die kontrazeptive Wirkung erreichen.
Kombinationspillen enthalten ein Östrogen und ein Gestagen. Bei der heute überwiegend eingesetzten Mikropille wird bei fast allen auf dem Markt verfügbaren Präparaten Ethinylestradiol als Östrogen verwendet. Je nach verwendetem Gestagen unterscheidet man bei Mikropillen zwischen der als veraltet geltenden 1. Generation mit Norethisteron oder Lynestrenol, der auch heute noch weit verbreiteten 2. Generation mit Levonorgestrel, der 3. Generation mit Desogestrel, Gestoden oder Norgestimat und der 4. Generation z. B. mit Dienogest, Drospirenon, Chlormadinonacetat oder Cyproteronacetat. Das Thromboserisiko ist dabei für Mikropillen der dritten und vierten Generation höher als für Mikropillen der zweiten Generation. Das primäre Wirkprinzip aller Mikropillen ist die Verhinderung des Eisprungs (Ovulationshemmung). Zudem verändern sie die Konsistenz des Schleimpfropfes des Muttermunds (Zervixschleim), so dass die Passage von Spermien erschwert wird.
Im Gegensatz zu Kombinationspillen enthält die Minipille als Monopräparat nur ein Gestagen. Herkömmliche Minipillen enthalten als Wirkstoff Levonorgestrel und wirken nur auf die Gebärmutterschleimhaut und den Zervixschleim, wodurch der Pearl-Index signifikant höher als bei der Mikropille ist. Die sogenannte Desogestrel enthält den Wirkstoff Desogestrel und verhindert überdies auch zuverlässig den Eisprung, wodurch ein Pearl-Index vergleichbar der Mikropille erreicht wird.
Die Pille danach ist zur Notfall-Kontrazeption geeignet, falls ungeschützter Geschlechtsverkehr vollzogen wurde, aber eine Empfängnis unerwünscht ist. Die Wahrscheinlichkeit einer Empfängnis wird umso wirkungsvoller gesenkt, je früher sie nach dem ungeschützten Verkehr eingenommen wird. Primäres Wirkprinzip der Pille danach ist die Ovulationshemmung, eventuell besteht zusätzlich auch ein nidationshemmender Effekt. Vor allem Notfall-Kontrazeptionen mit dem Wirkstoff Levonorgestrel sind bei adipösen Frauen weniger gut wirksam, bis zu viermal häufiger kommt es trotz Pille danach zu einer Schwangerschaft. Auch Kontrazeptionen mit dem Wirkstoff Ulipristalacetat zeigen bei adipösen Frauen eine verminderte Wirksamkeit. Eine wirkungsvollere Alternative für Patientinnen mit einem BMI über 25 könnte die nachträgliche Implantation eines Kupfer-Intrauterinpessares darstellen.
| Methode                   | Beschreibung | Pearl-Index                                                               |
| ------------------------- | --- | ------------------------------------------------------------------------- |
| Antibabypille, Mikropille | Östrogen und Gestagen, primär Ovulationshemmung, zudem Veränderung des Zervixschleims und der Gebärmutterschleimhaut | 0,1–0,9 (bei idealer Anwendung) 1–12 (Praxiswert bei typischer Anwendung) |
| Minipille                 | Levonorgestrel als Gestagen (28 mini, Microlut, Mikro-30 Wyeth) Veränderung des Zervixschleims und der Gebärmutterschleimhaut | 4,1                                                                       |
| Desogestrel               | Desogestrel als Gestagen (Cerazette) Ovulationshemmung, Veränderung des Zervixschleims und der Gebärmutterschleimhaut | 0,4                                                                       |
| Dreimonatsspritze         | Medroxyprogesteron (Depo-Clinovir) Norethisteron (Noristerat) | 0,3 1,4                                                                   |
| Vaginalring               | Ethinylestradiol und Etonogestrel (NuvaRing, Circlet); allmähliche Abgabe über die Vaginalschleimhaut; der Ring wird jeweils 21 Tage in der Vagina getragen gefolgt von sieben Tagen Pause | 0,25, 1,18 0,96                                                           |
| Hormonpflaster            | Ethinylestradiol und Norelgestromin (Evra) transdermale Wirkstoffabgabe; drei Wochen lang jeweils ein neues Pflaster, dann eine Woche Pause | 0,72–0,9                                                                  |
| Verhütungsstäbchen        | subkutanes Implantat mit Etonogestrel (Implanon NXT) Kunststoffstäbchen wird unter die Oberarmhaut eingesetzt, wirkt bis zu drei Jahre lang, kann auf Wunsch jederzeit entfernt werden | 0–0,08                                                                    |
| Hormonspirale             | Intrauterinpessar mit Levonorgestrel (Mirena oder „jaydess“) T-förmiger Kunststoffkörper gibt das Hormon direkt in der Gebärmutter ab, wirkt bis zu fünf Jahre, kann auf Wunsch jederzeit entfernt werden; Veränderung des Zervixschleims und Nidationshemmung durch Veränderung der Gebärmutterschleimhaut | 0,16 0,7                                                                  |
| Pille danach              | Levonorgestrel (PiDaNa) Ulipristalacetat (EllaOne) postkoitale Notfall-Kontrazeption | 2                                                                         |

Zur Pharmakoepidemiologie der Anwendung von Kontrazeptiva gibt es für die Bundesrepublik Deutschland bevölkerungsrepräsentative Studien. Diese geben zuverlässige Daten zur Soziodemographie, Multimedikation, Morbidität, und zu vielen physiologischen Daten wie z. B. Blutdruck, Lipidstatus, Blutzucker u. a. für Anwenderinnen von hormonellen Kontrazeptiva. Obwohl hormonelle Kontrazeptiva zu den am häufigsten angewendeten Arzneimitteln weltweit gehören, gibt es bisher meist nur pharmakoepidemiologische Studien, die Sekundärdaten aus kommerziellen Datensammlungen oder Daten aus Kohortenstudien zur Beantwortung von Fragen zur sicheren Anwendung der verschiedenen Präparate heranziehen.

#### Pille für den Mann
Ein hormonelles Verhütungsmittel für den Mann, die sogenannte „Pille für den Mann“, gibt es nicht. Eine australische Forschungsgruppe arbeitet derzeit jedoch an einer Kombination des Alpha-Rezeptorblockers Tamsulosin und einem P2X1-Purinoceptor-Inhibitors, wodurch eine sichere Kontrazeption beim Mann gewährleistet werden könnte. Die doppelte Tagesdosis Tamsulosin (0,8 mg/Tag) alleine führt zwar zu einer Senkung des Ejakulatvolumens um fast 90 % und in 35 % der Fälle zu einer „trockenen“ Ejakulation, für die Verhütung reicht das aber nicht aus.
Auch Kombinationen aus Testosteron und Progestin werden erprobt.

### Chemische Methoden
Spermizide gibt es in Form von Salben, Gelen, Zäpfchen, Schaum oder Sprays. Die meisten Präparate basieren auf dem Wirkstoff Nonoxinol 9, seltener aber auch auf Milchsäure, Borsäure oder Salicylsäure. Spermizide werden vor dem Geschlechtsverkehr in die Scheide eingeführt und wirken, indem sie Spermien abtöten oder ihre Beweglichkeit stark verringern, so dass sie nicht mehr in der Lage sind, eine Eizelle zu erreichen.
Die ausschließliche Verwendung von Spermiziden ist vergleichsweise unsicher, aber in Kombination mit mechanischen Verhütungsmitteln wie Kondomen, Pessaren oder Portiokappen steigern sie deren Wirksamkeit beträchtlich. Allerdings gilt dabei zu beachten, dass nur wasserlösliche chemische Verhütungsmittel verwendet werden, da Präparate auf Öl- und Fettbasis die Gummiwand der Barrieremethode durchlässig machen können.
Unangenehme Schleimhautreizungen können eine Nebenwirkung von spermiziden Präparaten sein.
| Methode    | Beschreibung                                                                             | Pearl-Index |
| ---------- | ---------------------------------------------------------------------------------------- | ----------- |
| Spermizide | in Form von Salben, Gelen, Zäpfchen, Schaum oder Sprays angewandt in der Vagina der Frau | 3–21        |

### Chirurgische Methoden
| Methode                               | Beschreibung                                                                                | Pearl-Index |
| ------------------------------------- | ------------------------------------------------------------------------------------------- | ----------- |
| Sterilisation des Mannes (Vasektomie) | Chirurgischer Eingriff, bei dem die Samenleiter im Hodensack des Mannes durchtrennt werden. | 0,1–0,25    |
| Sterilisation der Frau                | Chirurgischer Eingriff, bei dem die Eileiter abgebunden oder durchtrennt werden.            | 0,01–0,3    |
| Samenleiterventil                     | Schalter im Hoden                                                                           |             |

In Österreich ist die Sterilisation oder Vasektomie ohne evidente medizinische Indikation an Personen, die das fünfundzwanzigste Lebensjahr noch nicht vollendet haben, strafbar (§ 90 StGB).

### Intrauterinpessare
Intrauterinpessare (IUP) sind Objekte, die in die Gebärmutter der Frau eingelegt werden und durch mechanischen Reiz der Gebärmutterschleimhaut die Einnistung einer befruchteten Eizelle verhindern. Kupferhaltige „Spiralen“ sollen zusätzlich durch Absonderung kleinster Mengen Kupfer Spermien abtöten oder deaktivieren. IUP gelten als sehr sichere und langfristige Verhütungsmethoden.
Hormonabgebende Intrauterinpessare werden im Artikel Hormonspirale behandelt und sind hier nicht noch einmal mit aufgeführt.
| Methode               | Beschreibung | Pearl-Index      |
| --------------------- | --- | ---------------- |
| Kupferspirale         | Kunststoffobjekte mit Kupfer in der Gebärmutter, nidationshemmend | 0,9–3            |
| Kupferkette (GyneFix) | Alternative zur herkömmlichen Kupferspirale. GyneFix besteht aus an einem Faden aufgereihten Kupferzylindern und wird an der Gebärmutterwand fixiert, so dass ein Verrutschen oder Ausstoßen wesentlich unwahrscheinlicher wird. | 0,1–0,5          |
| Kupferperlenball      | Eine neuere Bauform der Kupferkette, welche sich Ball-förmig in der Gebärmutter verspreizt und dadurch keine Fixierung in der Gebärmutterwand benötigt und damit besonders schonend sein soll.                                   | unbek. 0,3 - 0,8 |
| Goldspirale           | Wie die Kupferspirale, jedoch mit Goldkern für eine bessere Verträglichkeit. |                  |

## Stillzeit
Nach einer Entbindung setzt der Eisprung ab dem 21. Tag wieder ein, wenn die Frau nicht ausschließlich stillt. Ein kurzes Intervall zwischen zwei Schwangerschaften erhöht den Anteil untergewichtiger Neugeborener (small for date), von Frühgeburten und die perinatale sowie die kindliche Sterblichkeit.
In der Stillzeit können Barriere-Methoden wie Kondom, Diaphragma oder Portiokappe angewendet werden, wobei ein Diaphragma und eine Portiokappe zuvor in der Größe neu angepasst werden müssen. Bei hormonellen Verhütungsmitteln ist nach Art des Hormons zu unterscheiden: Östrogenhaltige Verhütungsmittel sind für die Stillzeit ungeeignet, da sie die Milchbildung beeinflussen können und zudem Östrogen in die Muttermilch übergehen kann; rein auf Gestagen basierende Hormonpräparate wie die Minipille, die Dreimonatsspritze, das Verhütungsstäbchen oder die Hormonspirale sind dagegen möglich.
Das Stillen selbst unterdrückt unter Umständen einen Eisprung, die Wirkung ist aber nicht sicher und bietet nur unter besonderen, sehr streng vorgegebenen Bedingungen einen Schutz vor einer erneuten Schwangerschaft, siehe: Stillen und Verhütung und Laktationsamenorrhö-Methode.

## Verbreitung unterschiedlicher Verhütungsmethoden

### Deutschland
Nach Ergebnissen einer repräsentativen Untersuchung der Bundeszentrale für gesundheitliche Aufklärung zum Verhütungsverhalten Erwachsener waren 2018 Pille und Kondom nach wie vor die meist genutzten Kontrazeptiva. In Deutschland gaben 47 Prozent der sexuell aktiven Erwachsenen an, mit der Antibabypille zu verhüten (Rückgang seit 2011: 6 Prozentpunkte) während mittlerweile fast ebenso viele, nämlich 46 Prozent, Kondome nutzen (Anstieg seit 2011: 9 Prozentpunkte). Zu dieser Entwicklung haben insbesondere die jungen Erwachsenen, zwischen 18 und 30 Jahren, beigetragen. In dieser Altersgruppe ist die Pillennutzung zwischen 2011 und 2018 um 16 Prozentpunkte gesunken.
Die Nutzung der Spirale liegt unverändert bei 10 Prozent, während Kalendermethode (3 %), Vasektomie (3 %), Temperaturmethode (2 %), Sterilisation (2 %) oder hormonelle Vaginalringe (2 %) deutlich seltener verwendet werden.
Das Verhütungsverhalten Jugendlicher wurde separat erfasst. Über die Hälfte der befragten Jugendlichen gaben im Alter von 17 Jahren an, bereits sexuell aktiv zu sein. Mit einer Verbreitung von 77 Prozent, ist das Kondom das bevorzugte Verhütungsmittel beim „ersten Mal“.
Kampagnen zur Vermeidung sexuell übertragbarer Krankheiten und HIV, in denen die Verwendung von Kondomen propagiert wird, haben wahrscheinlich zu dieser Entwicklung beigetragen. Dagegen ist die Verwendung der Pille rückläufig und liegt (beim ersten Mal) bei 30 Prozent (2014: 45 %) der befragten Jugendlichen. Nach Angaben der Bundeszentrale für gesundheitliche Aufklärung entscheiden sich auch junge Mädchen aufgrund der Gesundheitsverträglichkeit seltener für eine hormonelle Empfängnisverhütung durch die Pille. Dagegen geht ungeschützter Geschlechtsverkehr (9 Prozent) oder die Anwendung unsicherer Methoden (4 Prozent), oftmals mit niedrigerem Bildungsgrad einher, wie die Jugendsexualitätsstudie belegt.

### Schweiz
Die Schweizerische Gesundheitsbefragung von 2017, eine repräsentative Erhebung vom Bundesamt für Statistik zeigte, dass 33,9 % der 15- bis 49-jährigen Frauen mit dem Kondom, 27,0 % mit der Pille, 11,7 % mit der Spirale, 8,5 % durch Sterilisation (Mann oder Frau), 5,1 % mittels anderer hormoneller Methoden (Pflaster, Stäbchen oder Dreimonatsspritze) sowie 3,4 % mit einer natürlichen Methode verhüteten. Detailliertere Zahlen im Zeitverlauf zeigt der Schweizerische Verhütungsbericht.

## Geschichte
Schon im Altertum versuchten Frauen, sich mit diversen Mitteln und Praktiken vor einer ungewollten Schwangerschaft zu schützen, wie alte Aufzeichnungen beweisen. Ein ägyptisches Rezept aus der Zeit um 1525 v. Chr. lautete: „Man gebe zerriebene Akazienblätter mit Honig vermischt auf eine Mullbinde, die man sich in die Vagina einführe.“ Diese Art von Tampon könnte durchaus eine Wirkung gehabt haben, da der Saft der Akazien Milchsäure enthält, die ein wirksames Spermizid ist.
Von den meisten indigenen Völkern auf der ganzen Welt sowie aus der europäischen Antike bis zur Frühen Neuzeit ist überliefert, dass Verhütungsmittel auf der Basis von Pflanzen verwendet wurden. Diese Methoden der Verhütung bekommen heutzutage auch in wissenschaftlichen Kreisen wieder Aufmerksamkeit.
Der Philosoph Aristoteles berichtete, dass sich Frauen zur Verhütung den Teil der „Gebärmutter“, der mit dem männlichen Samen in Kontakt kommt, mit Zedernöl, Bleisalbe oder Weihrauch, vermischt mit Olivenöl einrieben. Die Bleisalbe war hochgiftig, das Öl vermindert aber tatsächlich die Beweglichkeit der Spermien, wie Marie Stopes in den 1930er Jahren nach entsprechender Forschung bestätigte. Sie hatte 1921 in London eine Klinik zur Geburtenkontrolle eröffnet.
Rabbiner rieten um 300 n. Chr., einen Schwamm in die Vagina einzuführen, um so den Samen aufzusaugen. Auch diese Methode soll keineswegs unsinnig gewesen sein. Ein indisches Verhütungsrezept ist aus dem 8. Jahrhundert überliefert. Danach wurde die Vagina mit einer Mischung aus Honig und Ghee eingerieben oder durch mit Öl vermischtes Steinsalz „verschlossen“. Der klebrige Honig sollte wohl die Beweglichkeit der Spermien vermindern, und Steinsalz gilt heute auch als Spermizid. Der persische Arzt Ibn Sina (980–1037), auch bekannt als Avicenna, führt in seiner medizinischen Enzyklopädie immerhin schon 20 verschiedene Verhütungsmittel auf. Ein mit medizinischen Aufgaben betreuter Ordensbruder namens Hans von Schwartach beispielsweise notierte im 15. Jahrhundert sowohl empfängnisfördernde als auch -verhütende Rezepte.
Seit wann Kondome zur Empfängnisverhütung benutzt wurden, ist in der Forschung umstritten. Der erste sichere Beleg dafür ist der 1605 erschienene Traktat De iustitia et iure des niederländischen Moraltheologen Leonardus Lessius, SJ, der diese Praxis als unmoralisch verurteilte.
In Deutschland war der Flensburger Arzt Wilhelm Mensinga (1836–1910) Wegbereiter der Empfängnisverhütung. Zwischen 1872 und 1882 entwickelte er das Occlusiv-Pessar und erprobte es in Langzeitstudien an zwölf Frauen, bis er 1882 schließlich mit seiner Schrift Über die facultative Sterilität vom prophylaktischen und hygienischen Standpunkt zunächst unter dem Pseudonym C. Hasse an die Öffentlichkeit ging. Sein Pessar war bis in die fünfziger Jahre insbesondere in den skandinavischen Ländern, den Niederlanden und den USA in Gebrauch.
Vom ausgehenden 19. Jahrhundert an wurde allgemeinverständliche medizinische Literatur, die
über Möglichkeiten der Empfängnisverhütung Auskunft gab, weithin verfügbar, was in Deutschland um 1900 zu einem ersten starken Einbruch der Geburtenziffern führte.
Am 18. August 1960 wurde in den USA und am 1. Juni 1961 in Deutschland die erste Hormonpille zur Empfängnisverhütung als hormonelles Kontrazeptivum zugelassen bzw. auf den Markt gebracht.

## Religion

### Judentum
Empfängnisverhütung ist im Judentum grundsätzlich erlaubt. Das Paar soll es dennoch anstreben, das Gebot „Seid fruchtbar und mehrt euch und füllt die Erde“ (Gen 1,28 ) durch mindestens zwei Kinder (beide Geschlechter), zu erfüllen.
Empfängnisverhütung ist erlaubt in Fällen, wenn eine Schwangerschaft ein Risiko für die Mutter oder für die Geburt weiterer Kinder darstellen könnte, zum Beispiel bei gesundheitlicher oder finanzieller Belastung, bei sehr jungen Frauen, in der Stillzeit. Verhütungsmethoden mit spermizider Wirkung oder mechanischer Barriereverhütung sind nicht erlaubt. Hormonelle Mittel sind jedoch ein anerkanntes und erlaubtes Mittel zur Empfängnisverhütung nach jüdischem Recht (Halacha).

### Christentum

#### Römisch-katholische Kirche
Der Katechismus der Katholischen Kirche (KKK) unterscheidet beim ehelichen Verkehr terminologisch zwischen Empfängnisregelung und Empfängnisverhütung (vgl. KKK Nrn. 2368, 2370).
Zur Empfängnisregelung in der Ehe werden die zeitweise Enthaltsamkeit sowie die auf Selbstbeobachtung und der Wahl von unfruchtbaren Perioden (Eisprungrechner) beruhenden Methoden gerechnet, die von Eheleuten angewendet werden dürften, da sie den objektiven Kriterien der Moral entsprächen (KKK Nr. 2370). Dies wurde auch in der Enzyklika Humanae vitae festgehalten. Empfängnisregelung wird dort bei Gründen, „die sich aus der körperlichen oder seelischen Situation der Gatten oder aus äußeren Verhältnissen ergeben“, erlaubt.
Die künstliche Empfängnisverhütung wird hingegen als objektiv widersprüchliche Gebärde der Eheleute, als ein „Sich-nicht-ganz-Schenken“ angesehen. Darunter wird jede Handlung verstanden, „die entweder in Voraussicht oder während des Vollzuges des ehelichen Aktes oder im Anschluss an ihn beim Ablauf seiner natürlichen Auswirkungen darauf abstellt, die Fortpflanzung zu verhindern, sei es als Ziel, sei es als Mittel zum Ziel.“ (KKK Nr. 2370, Enzyklika Humanae Vitae, 14)
Ein naturrechtlich begründete Unterschied zwischen den Verhaltensweisen bei Empfängnisregelung und bei Empfängnisverhütung wird dabei folgendermaßen definiert: „Bei der ersten machen die Eheleute von einer naturgegebenen Möglichkeit rechtmäßig Gebrauch; bei der anderen dagegen hindern sie den Zeugungsvorgang bei seinem natürlichen Ablauf.“ (Humanae Vitae, 16)
Papst Johannes Paul II. schrieb in dem apostolischen Schreiben Familiaris consortio der pastoralen Führung der Kirche die Aufgabe zu, die Voraussetzung für eine normative Anerkennung vor allem der Enzyklika Humanae vitae zu schaffen.
Wenn schwerwiegende Gründe wie im Falle einer Vergewaltigung vorliegen oder wenn die Gefahr einer solchen besteht, ist eine Empfängnisverhütung unter Umständen zulässig. Als im kongolesischen Bürgerkrieg Anfang der 1960er Jahre insbesondere Ordensfrauen von Aufständischen vergewaltigt wurden, erlaubte die Kirche die präventive Einnahme von Verhütungsmitteln, mit der Begründung, es handele sich hier um die Vorbeugung gegen die Folgen eines Gewaltakts. Seitdem wurden auch in katholischen Krankenhäusern empfängnisverhütende Mittel verabreicht. Die Erlaubnis galt später auch im Bosnienkrieg, als Vergewaltigungen, insbesondere von Ordensschwestern, als gezieltes Mittel der Kriegsführung eingesetzt wurden.
Anfang 2013 wurde berichtet, dass eine vergewaltigte Frau von zwei katholischen Krankenhäusern in Köln nicht behandelt worden sei, weil sich die Ärzte nicht zur Verschreibung der sogenannten „Pille danach“ in der Lage sahen. Im Februar 2013 führte daher die Deutsche Bischofskonferenz aus, dass Frauen, die Opfer einer Vergewaltigung geworden sind, in katholischen Krankenhäusern auch die sogenannte „Pille danach“ verabreicht werden könne, insofern sie eine verhütende und nicht eine abortive Wirkung habe. Zuvor hatte Kardinal Meisner bezüglich der Beurteilung der zentralen Wirkprinzipien solcher Präparate äußern lassen: „Die Kirche kann dazu nur die moralischen Prinzipien erklären. Der einzelne Arzt einer katholischen Einrichtung muss sich dann unter Voraussetzung dieser Prinzipien gewissenhaft kundig machen und so zu einer verantwortungsvollen Entscheidung kommen.“ Zur kirchlichen Position ließ er ausführen: „Es geht beim Thema Vergewaltigung nicht um die Ganzheitlichkeit eines liebenden Aktes, sondern um die Verhinderung einer verbrecherischen Befruchtung.“ Der Präsident der zuständigen Päpstlichen Akademie für das Leben hat diese Linie der deutschen Bischöfe mit dem Hinweis auf die entsprechende 50-jährige Praxis an katholischen Krankenhäusern sowie auf die Enzykliken Casti connubii und Humanae vitae öffentlich unterstützt.
Papst Franziskus erklärte 2018 angeblich, dass auch künstliche Verhütungsmittel für Frauen in Armut zu akzeptieren seien, so lange diese nicht abtreibend wirken. Kondome, Diaphragmata und als letzten Ausweg Tubenligaturen seien mögliche künstliche Verhütungsmethoden. Diese hätten keine abtreibende Wirkung und hätten keine schädliche Wirkung für den weiblichen Körper.

#### Orthodoxe Kirche
In der orthodoxen Kirche gibt es unterschiedliche Ansichten zur Empfängnisverhütung. Als die verwendeten Methoden noch unsicher und oft gesundheitsschädlich waren, wurde die Empfängnisverhütung strikt abgelehnt. Heute wird sie, allerdings nur innerhalb der Ehe, von den meisten Theologen und Beichtvätern akzeptiert; die Partner sollen nach eigenem Gewissen über ihre gewünschte Kinderzahl und die Geburtsabstände entscheiden. Der Gebrauch von nidationshemmenden Verhütungsmitteln wie dem Intrauterinpessar und der „Pille danach“ wird abgelehnt, da ihr Gebrauch als Abtreibung in einem sehr frühen Stadium betrachtet wird.

#### Anglikanische Kirche
Die Vollversammlung der Bischöfe der anglikanischen Gemeinschaft erklärte die Empfängnisverhütung 1930 unter bestimmten Voraussetzungen für zulässig. Während die Bischöfe bei der Lambeth-Konferenz von 1908 noch ihre tiefe Besorgnis über jegliche Art der Empfängnisverhütung zum Ausdruck brachte, erklärte die Konferenz von 1930, dass zwar da, wo die Eheleute eine moralische Verpflichtung verspürten, die Zahl ihrer Kinder zu begrenzen oder eine Empfängnis überhaupt zu vermeiden, völlige Enthaltsamkeit die erste und offensichtliche Methode dazu sei. Wenn jedoch moralisch einwandfreie Gründe gegen die Enthaltsamkeit sprächen, könnten auch andere Methoden verwendet werden, vorausgesetzt, dass diese „im Licht christlicher Grundsätze“ zum Einsatz kämen. Die Konferenz von 1958 führte aus, dass die Verantwortung für die Zahl und Abfolge der Kinder eine Frage des Gewissens der Eheleute sei „dergestalt wie es für Ehemann und Ehefrau annehmbar“ sei.

#### Protestantische Kirchen
Protestantische Volkskirchen lutherischen und unierten Bekenntnisses haben in Entscheidungen von 1951 und 1958 Empfängnisverhütung erlaubt. Der EKD-Ratsvorsitzende Heinrich Bedford-Strohm erklärte im Januar 2015, die evangelische Kirche halte moderne Verhütungsmittel nicht für etwas, was verboten gehöre. Eine gute Familienplanung auch mit Mitteln der Empfängnisverhütung gehöre für Evangelische zu einem guten Eheleben dazu. Im Gegensatz dazu ist bei den evangelisch freikirchlichen Mennoniten die Empfängnisverhütung strikt untersagt. Insbesondere die russlanddeutschen Mennoniten-Brüder-Gemeinden lehnen sowohl die Barriere-Empfängnisverhütung als auch die chemische Verhütung entschieden ab. Denn sie ist nach ihrer Aussage widernatürlich, ähnelt einer Abtreibung und wird schwerpunktmäßig aus egoistischen Motiven verwendet. Ebenso haben die evangelikalen Pfingstler eine restriktive Haltung über die Empfängnisverhütung. Auch in Deutschland wird das Verhütungsverbot der Pfingstbewegung beispielsweise durch die Guntersblumer Pfingstgemeinde sehr streng befolgt.

### Islam
Die Empfängnisverhütung im Islam ist unter folgenden Bedingungen erlaubt:
1. Beiderseitiges Einverständnis von Ehemann und Ehefrau.
2. Sie verursacht keinen (gesundheitlichen) Schaden (bei einem der beiden Ehepartner).
3. Sie wird nicht dauerhaft praktiziert, sondern vielmehr für einen vorübergehenden Zeitraum (daher sind Sterilisationen nicht erlaubt).

Eine der beiden Hauptquellen ist der Hadith al-Buchārī 5207, in dem von einem Gabir berichtet wurde: „Wir haben gewöhnlich von dem 'Azl [gemeint ist der Coitus interruptus] zur Zeit des Gesandten Allahs, Allahs Segen und Friede auf ihm, Gebrauch gemacht.“

### Ásatrú
Im Ásatrú ist Empfängnisverhütung nicht untersagt. Allerdings sind viele Ásatrú-Gemeinschaften gegen ein kinderloses Leben.

### Bahai
Bei den Bahai ist Verhütung zur Familienplanung prinzipiell erlaubt (Geschlechtsverkehr außerhalb der Ehe hingegen wird nicht gutgeheißen). Lediglich die präventive Sterilisation kinderloser Menschen mit dem Ziel, keine Kinder haben zu wollen, wird nur dann empfohlen, wenn ein (weiteres) Kind der Mutter oder Familie schaden würde, da der Hauptzweck der Ehe das Aufziehen von Kindern sei. Ansonsten bleibt die Verhütung und Familienplanung den Gläubigen selbst überlassen. Letztlich darf und soll jeder Baha'i in persönlicher Zwiesprache mit Gott über Fragen der Familienplanung und Verhütung selbst entscheiden.